# Муслимов, Магомед Рахматулаевич
Магомед Рахматулаевич Муслимов (азерб. Məhəmməd Raxmatullaeviç Müslümov; 24 июля 1992, с. Ансалта, Ботлихский район, Дагестан, Россия) — азербайджанский и российский борец вольного стиля, призёр Исламских игр.

## Спортивная карьера
Родом из Ботлихского района Дагестана. Воспитанник спортивной школы имени Гамида Гамидова в Махачкале. Трёхкратный чемпион России среди юношей. В 2015 году выступал на молодёжном чемпионате Европы, где занял третье место. В 2017 году в Баку на Исламских играх солидарности проиграл в финале иранцу Мейсаму Насири.

## Спортивные результаты на международных соревнованиях
- Чемпионат мира среди юниоров 2011 — ;
- Чемпионат Европы по борьбе 2013 — 7;
- Чемпионат мира по борьбе 2014 — 10;
- Чемпионат Европы по борьбе среди молодёжи 2015 — ;
- Кубок мира по борьбе 2016 — 5;
- Исламские игры солидарности 2017  — ;

## Личная жизнь
Старший брат — Муртузали, также борец призёр чемпионата Европы и Исламских игр солидарности.